# Nurri
Nurri (sardisk: Nurri) er en by og en kommune (comune) i provinsen Sud Sardegna i regionen Sardinien i Italien. Byen ligger i 612 meters højde og har 2.164 indbyggere (2016). Kommunen har et areal på 73,67 km² og grænser til kommunerne Esterzili, Isili, Mandas, Orroli, Sadali, Serri, Siurgus Donigala og Villanova Tulo.